# Carla Sacramentová
Carla Sacramento (přechýleně Carla Sacramentová) (* 10. prosince 1971 Lisabon) je bývalá portugalská atletka, běžkyně na střední tratě, mistryně světa v běhu na 1500 metrů z roku 1997.

## Sportovní kariéra
Jejím prvním velkým úspěchem byla bronzová medaile v běhu na 800 metrů na halovém mistrovství Evropy v Paříži v roce 1994. Další medaile získala na trati 1500 metrů – stříbro na halovém mistrovství světa v roce 1995 a bronzová medaile v témže roce na světovém šampionátu pod širým nebem. O rok později zvítězila v závodě na 1500 metrů na halovém mistrovství Evropy ve Stockholmu. Jejím životním úspěchem se stal titul mistryně světa v běhu na 1500 metrů v roce 1997 v Athénách. Poslední medailí ze závodu na 1500 metrů byla stříbro z evropského šampionátu v Budapešti v roce 1998. Poté se věnovala především běhu na 3000 metrů, na evropském halovém šampionátu v roce 2002 vybojovala v této disciplíně stříbrnou medaili.

## Osobní rekordy
- 800 m - 1:58,94 (1997)
- 1500 m - 3:57,71 (1998)
- 3000 m - 8:30,22 (1999)